# Prove pratiche per il conseguimento della patente di guida in Italia
Le prove pratiche per il conseguimento della patente di guida in Italia consistono nella semplice prova nel traffico per la categoria B, mentre per le categorie AM, A1, A2 ed A consistono in più fasi.
Durante l'esame potrà essere richiesto all'esaminando di eseguire alcuni controlli sulle condizioni dei dispositivi del mezzo, quali: pneumatici, freni, sterzo, interruttore di emergenza (se presente), livelli dell'olio, luci, catadiottri, indicatori di direzione e dispositivi di segnalazione acustica.
Se la prova pratica è sostenuta con un veicolo con cambio automatico, non è possibile in ogni caso condurre mezzi dotati di cambio meccanico.

## Categoria A
Al fine di tutelare l'incolumità dei candidati, gli stessi, durante l'esecuzione dell'intera prova pratica di guida, indossano:
- Casco integrale;
- Guanti;
- Giacca con protezione dei gomiti e delle spalle;
- Scarpe chiuse;
- Paraschiena almeno di tipo centrale;
- Pantaloni lunghi e protezioni delle ginocchia.

Per sostenere la prova pratica con il proprio mezzo ("da privatista") è necessario avere a disposizione, il giorno dell'esame:
- una macchina con relativo conducente in grado di seguire (o precedere) la moto dell'esaminando, trasportando a bordo l'esaminatore;
- fotocopia del libretto della moto che si intende utilizzare: se tale moto non è di proprietà, specifica autorizzazione del proprietario su modulo apposito.

### AM

#### Prima fase
Consiste nell'esecuzione di talune manovre, da svolgersi in area appositamente attrezzata: manovre diverse a seconda che la prova sia sostenuta su ciclomotore a due ruote, ovvero su ciclomotore a tre ruote o su quadriciclo leggero. In tale fase il candidato, a prescindere dal tipo di veicolo utilizzato, è da solo alla guida.
Per ciclomotori a due ruote:
- Slalom;
- Otto;
- Passaggio in corridoio stretto;
- Frenata.

Per tricicli e quadricicli leggeri:
- Preparazione del veicolo e manovre di base;
- Impostazione e controllo della curva;
- Parcheggio e marcia indietro;
- Frenata di precisione.

#### Seconda fase
Si accede solo se si è superata la prima, verifica la capacità di guida nel traffico. È così composta:
- Partenza da fermo;
- guida su strada rettilinea;
- guida in curva;
- incroci;
- cambiamento di direzione;
- cambiamento di corsia;
- sorpasso/superamento;
- elementi e caratteristiche stradali speciali: rotonde, passaggi a livello, fermate di autobus/tram, attraversamenti pedonali, guida su lunghe salite/discese, gallerie;
- scendere dal veicolo.

### A1, A2, A

#### Veicoli utilizzabili
- Patente A1: motociclo senza sidecar, con cilindrata compresa tra 75 e 125 cc e potenza non superiore agli 11 kW;
- Patente A2: motociclo senza sidecar, con cilindrata minima 400 cc e potenza nominale minima 20 kW (ma non superiore a 35 kW) con rapporto potenza/peso non superiore a 0,2 kW/kg (se il motore è elettrico, il rapporto potenza/peso del veicolo è di almeno 0,15 kW/kg);
- Patente A: motociclo senza sidecar, con cilindrata minima 600 cc e potenza minima 50 kW con massa a vuoto superiore a 180 kg, con una tolleranza di 5 Kg sotto la massa minima prescritta.

È prevista una tolleranza di 5 cc sotto la cilindrata minima prevista.

#### Prima fase
Verifica la capacità di equilibrio a velocità ridotta, da completare in un tempo ≥ 15 s. È così composta:
- Slalom;
- Curva con inversione di marcia;
- Passaggio in corridoio stretto.

#### Seconda fase
Si accede solo se si è superata la prima, verifica le capacità di superamento ostacoli e di frenata, da completare in un tempo ≤ 25 s. È così composta:
- Slalom;
- curva con inversione di marcia;
- superamento ostacolo a destra;
- superamento ostacolo a sinistra;
- frenata di emergenza.

#### Terza fase
Si accede solo se si è superata la seconda, verifica la capacità di guida nel traffico. È così composta:
- Partenza da fermo;
- guida su strada rettilinea;
- guida in curva;
- incroci;
- cambiamento di direzione;
- cambiamento di corsia;
- sorpasso/superamento;
- elementi e caratteristiche stradali speciali: rotonde, passaggi a livello, fermate di autobus/tram, attraversamenti pedonali, guida su lunghe salite/discese, gallerie;
- scendere dal veicolo.

## Categoria B
La prova d'esame è effettuata su strada con la presenza a bordo dell'istruttore e di un esaminatore della motorizzazione civile. Le principali manovre richieste sono il parcheggio in retromarcia, l'inversione in tre tempi e la regolare circolazione cittadina, con particolare attenzione al rispetto delle precedenze, agli STOP, alle strisce pedonali, a una corretta impostazione della traiettoria nelle svolte a sinistra e a destra, all'utilizzo degli indicatori di direzione, del cambio, dei freni e degli specchietti.

## Tabella riassuntiva
La tabella a seguire riassume età minima, patenti necessarie, mezzi e prove necessari per il conseguimento e mezzi abilitati dalle principali patenti per veicoli:
| Patente | Età minima                                          | Patente necessaria | Mezzo per la prova | Mezzi conducibili | Test prova pratica |
| ------- | --------------------------------------------------- | ------------------ | --- | --- | --- |
| AM      | 14                                                  | -                  | Ciclomotore categoria L1e, L2e o quadriciclo leggero L6e, ovvero di cilindrata ≤ 50 cm3 o ≤ 4 kW, velocità ≤ 45 km/h | Ciclomotori a due (L1e) o tre ruote (L2e) nonché quadricicli leggeri (L6e). Ovvero di cilindrata ≤ 50 cm3 o di potenza ≤ 4 kW, velocità ≤ 45 km/h | Fase 1: Slalom, otto, passaggio in corridoio stretto, frenata di precisione Fase 2: Prova in strada |
| A1      | 16                                                  | -                  | Motociclo categoria L3e-A1 senza sidecar di cilindrata ≥ 120 cm3, velocità massima ≥ 90 km/h, potenza ≤11 kW, rapporto potenza/peso ≤0,1 kW/kg                                                                                 | Motocicli senza (L3e-A1) o con carrozzetta (L4e) con cilindrata ≤125 cm3, potenza ≤11 kW, rapporto potenza/peso ≤0,1 kW/kg e tricicli (L5e) con potenza ≤ 15 kW. Motoveicoli categorie abilitate da patente AM.                                                                                   | Fase 1: Quesiti pratici e preparazione alla guida Fase 2.a, prova lenta (≥15s): slalom, curva con inversione di marcia, passaggio in corridoio stretto; Fase 2.b, prova veloce (≤25s): slalom, curva con inversione di marcia, superamento ostacolo a destra, superamento ostacolo a sinistra, frenata di precisione Fase 3: Prova in strada |
| A2      | 18                                                  | -                  | Motociclo categoria L3e-A2 senza sidecar di cilindrata ≥ 400 cm3, velocità massima ≥ 90 km/h, 20 ≤ potenza ≤ 35 kW, rapporto potenza/peso ≤ 0,2 kW/kg                                                                          | Motocicli senza (L3e-A2) o con carrozzetta (L4e) con potenza ≤35 kW, rapporto potenza/peso ≤0,2 kW/kg non derivati da versione che sviluppa oltre il doppio della potenza massima. Motoveicoli delle categorie abilitate da patente A1 e inferiori.                                               | Come A1 |
| A (=A3) | 24 (oppure 20 se conseguita A2 da almeno 2 anni)    | -                  | Motociclo senza sidecar (L3e-A3) di cilindrata ≥600 cm3, potenza ≥ 50 kW, massa a vuoto ≥ 180 kg | Motocicli senza (L3e-A3) o con carrozzetta (L4e). Tricicli di potenza > 15 kW. Motoveicoli delle categorie abilitate da patente A2 e inferiori. | Come A1 e A2 |
| B1      | 16                                                  | -                  | Quadriciclo della categoria L7e di velocità massima ≥ 60 km/h | Quadricicli categoria L7e. Solo in Italia, motoveicoli abilitati dalla categoria A1. Ciclomotori patente AM. | Fase 1: Preparazione alla guida, impostazione della curva, manovra di parcheggio in area delimitata Fase 2: Prova in strada |
| B       | 18                                                  | -                  | Veicolo a quattro ruote della categoria M1 o N1 di massa ≤ 3,5 t di velocità massima ≥ 100 km/h, dotato di doppi comandi | Veicoli a quattro ruote della categoria M1 o N1 di massa ≤ 3,5 t, con eventuale rimorchio di massa ≤ 750 kg, oppure un complesso di massa totale ≤ 3,5 t. Veicoli abilitati da patente B1. Motoveicoli categorie abilitate da patente AM (e, solo in Italia, A1 e tricicli L5e di potenza >15kW). | Fase 1: Quesiti pratici e preparazione alla guida Fase 2: Manovre di retromarcia, inversione in tre tempi, parcheggio e frenata di precisione Fase 3: Prova in strada |
| BE      | 18                                                  | B                  | Veicolo motrice come per patenti B con rimorchio a cassone chiuso di massa massima autorizzata ≥ 1000 kg e massa totale effettiva ≥ 800 kg, massa totale del complesso compresa tra 4250 e 7000 kg, velocità massima ≥100 km/h | Veicoli conducibili con patente B con rimorchio di massa effettiva ≤3500 kg. Veicoli abilitati da patente B e B1. Motoveicoli categorie abilitate da patente AM (e, solo in Italia, A1 e tricicli L5e di potenza >15kW).                                                                          | Fase 1: Quesiti pratici e preparazione alla guida (più integrazione teorica orale se in possesso di patente B conseguita prima del 1º dicembre 2013) Fase 2: Manovre di aggancio/sgancio rimorchio, retromarcia in curva, parcheggio Fase 3: Prova in strada                                                                                 |
| C1      | 18                                                  | B                  | Autocarro categoria N2 o N3 di massa effettiva ≥ 4000 kg, lunghezza ≥ 5 m, velocità massima 80 km/h | Veicoli di massa effettiva compresa tra 3,5 e 7,5 t, posti ≤ 8 + conducente, con eventuale rimorchio di massa ≤ 750kg. Macchine operatrici eccezionali. Veicoli abilitati da patente B. | Fase 1: Quesiti pratici e preparazione alla guida come patente B, più verifica freni pneumatici e sicurezza del carico Fase 2: Manovre di retromarcia in curva e parcheggio Fase 3: Prova in strada |
| C1E     | 18                                                  | C1                 | Veicolo motrice come patente C1 con rimorchio di massa massima autorizzata ≥1250 kg e massa effettiva di 800 kg, lunghezza complesso ≥ 8 m, velocità massima ≥ 80 km/h                                                         | Veicoli conducibili con patente C1 con rimorchi tali da avere una massa complesso ≤ 12 t. Veicoli abilitati da patente B. | Come patente C1 (più integrazione teorica orale se in possesso di patente superiore conseguita prima del 1º marzo 2015) |
| C       | 21 (oppure 18 se già in possesso di CQC merci)      | B                  | Veicolo categoria N2 o N3 di massa effettiva ≥10'000 kg e massa massima autorizzata ≥12'000 kg, larghezza ≥ 2,40 m, lunghezza ≥ 8m, velocità massima ≥ 80 km/h                                                                 | Veicoli di massa effettiva >3,5 t, posti ≤ 8 + conducente, con eventuale rimorchio di massa ≤750kg. Macchine operatrici eccezionali. Veicoli abilitati da patente B. | Come patente C1 |
| CE      | 18                                                  | C                  | Veicolo motrice come patente C con rimorchio di massa massima autorizzata complesso ≥ 20'000 kg e massa effettiva complesso 15'000 kg, lunghezza complesso ≥ 14 m, larghezza complesso ≥ 2,40 m                                | Veicoli conducibili con patente C con eventuale rimorchio di massa ≥750 kg. Veicoli abilitati da patente B. | Come patente C1 (più integrazione teorica orale se in possesso di patente superiore conseguita prima del 1º marzo 2015) |
| D1      | 18                                                  | B                  | Veicolo categoria M2 o M3 di massa massima autorizzata ≥ 4'000 kg, lunghezza ≥ 5 m, velocità massima ≥ 80 km/h, dotato di tachigrafo a norma.                                                                                  | Veicoli per trasporto passeggeri fino a posti ≤16+1 Veicoli abilitati da patente B. | Come patente C1 |
| D1E     | 21                                                  | D1                 | Veicolo motrice come patente D1 e rimorchio a cassone chiuso di altezza e larghezza ≥ 2 m, massa massima autorizzata ≥ 1'250 kg e massa effettiva ≥ 800 kg, velocità massima ≥ 80 km/h                                         | Veicoli per trasporto passeggeri fino a posti ≤16+1 con eventuale rimorchio fino a Veicoli abilitati da patente B. | Come patente C1 (più integrazione teorica orale se in possesso di patente superiore conseguita prima del 1º marzo 2015) |
| D       | 24 (oppure 21 se già in possesso di CQC passeggeri) | B                  | Veicolo categoria M2 o M3 di lunghezza ≥ 10 m, larghezza ≥ 2,40 m, velocità massima ≥ 80 km/h, dotato di tachigrafo a norma.                                                                                                   | Veicoli per trasporto passeggeri fino a posti >16+1 Veicoli abilitati da patente B. | Come patente C1 |
| DE      | 24                                                  | D                  | Veicolo motrice come patente D e rimorchio a cassone chiuso di altezza e larghezza ≥ 2 m, di massa massima autorizzata ≥ 1'250 kg, massa effettiva ≥ 800 kg, larghezza ≥ 2,40 m, velocità massima ≥ 80 km/h                    | Veicoli per trasporto passeggeri fino a posti >16+1 con eventuale rimorchio fino a Veicoli abilitati da patente B. | Come patente C1 (più integrazione teorica orale se in possesso di patente superiore conseguita prima del 1º marzo 2015) |

Nota: le cilindrate e le masse hanno tolleranza relativamente di [+0;-5] cm3 e [+0;-5] kg.
Tutte le prove pratiche prevedono una verifica preliminare dell'identità e della certificazione richiesta, tra cui:
- documento di riconoscimento
- se cittadino non-UE: permesso di soggiorno
- certificato medico
- foglio rosa
- assicurazione del mezzo
- delega di permesso ad utilizzare il mezzo scelto per la prova
- verifica di idoneità del mezzo per l'abilitazione richiesta

Parimenti, tutte le prove si concludono con un verbale che riporta gli esiti e la consegna della patente al candidato in caso di esito positivo.